# Macieira de Cambra
Pour les articles homonymes, voir Macieira.
Macieira de Cambra est une paroisse civile portugaise (en portugais : freguesia) de la municipalité de Vale de Cambra dans le district d'Aveiro.

## Géographie
Macieira de Cambra est située immédiatement à l'est du centre urbain de Vale de Cambra, partagé entre Vila Chã et São Pedro de Castelões. Son territoire s'étend vers le nord en direction d'Arouca.

## Démographie
Lors du recensement de 2021, Macieira de Cambra compte 4 390 habitants. C'est la troisième paroisse la plus peuplée de la municipalité de Vale de Cambra, derrière São Pedro de Castelões (6 831 habitants) et Vila Chã, Codal e Vila Cova de Perrinho (5 348 habitants).